# Lijst van Japanse ministers van Financiën

## Ministers van Financiën van Japan (1948–heden)
| Minister van Financiën 財務大臣 | Minister van Financiën 財務大臣 | Minister van Financiën 財務大臣            | Ambtstermijn                           | Ambtstermijn      | Partij(en)                   | Premier(s)                    | Kabinet(en)     |
| ------------------------------- | ------------------------------- | ------------------------------------------ | -------------------------------------- | ----------------- | ---------------------------- | ----------------------------- | --------------- |
|                                 | Izumiyama Sanroku               | Izumiyama Sanroku 泉山三六 (1896–1981)     | 19 oktober 1948                        | 14 december 1948  | DLP                          | Shigeru Yoshida (1948–1954)   | Yoshida II      |
|                                 | Shinzo Oja                      | Shinzo Oja 大屋晋三 (1894–1980)            | 14 december 1948                       | 16 februari 1949  | DLP                          | Shigeru Yoshida (1948–1954)   | Yoshida II      |
|                                 | Hayato Ikeda                    | Hayato Ikeda 池田勇人 (1899–1965)          | 16 februari 1949                       | 30 oktober 1952   | DLP                          | Shigeru Yoshida (1948–1954)   | Yoshida III     |
|                                 | Mukai Tadaharu                  | Mukai Tadaharu 向井忠晴 (1885–1982)        | 30 oktober 1952                        | 20 mei 1953       | O                            | Shigeru Yoshida (1948–1954)   | Yoshida IV      |
|                                 | Sankuro Ogasawara               | Sankuro Ogasawara 小笠原三九郎 (1885–1967) | 20 mei 1953                            | 10 december 1954  | DLP                          | Shigeru Yoshida (1948–1954)   | Yoshida V       |
|                                 | Naoto Ichimanda                 | Naoto Ichimanda 一万田尚登 (1893–1984)     | 10 december 1954                       | 23 december 1956  | JDP (1954–55)                | Ichiro Hatoyama (1954–1956)   | I. Hatoyama I   |
| I. Hatoyama II                  | Naoto Ichimanda                 | Naoto Ichimanda 一万田尚登 (1893–1984)     | 10 december 1954                       | 23 december 1956  | JDP (1954–55)                | Ichiro Hatoyama (1954–1956)   |                 |
|                                 | Naoto Ichimanda                 | Naoto Ichimanda 一万田尚登 (1893–1984)     | 10 december 1954                       | 23 december 1956  | LDP (1955–56)                | Ichiro Hatoyama (1954–1956)   | I. Hatoyama III |
|                                 | Hayato Ikeda                    | Hayato Ikeda 池田勇人 (1899–1965)          | 23 december 1956                       | 10 juli 1957      | LDP                          | Tanzan Ishibashi (1956–1957)  | Ishibashi       |
| Nobusuke Kishi (1957–1960)      | Hayato Ikeda                    | Hayato Ikeda 池田勇人 (1899–1965)          | 23 december 1956                       | 10 juli 1957      | LDP                          | Kishi I                       |                 |
| Nobusuke Kishi (1957–1960)      |                                 | Naoto Ichimanda                            | Naoto Ichimanda 一万田尚登 (1893–1984) | 10 juli 1957      | 12 juni 1958                 | Kishi I                       | LDP             |
| Nobusuke Kishi (1957–1960)      |                                 | Eisaku Sato                                | Eisaku Sato 佐藤榮作 (1901–1975)       | 12 juni 1958      | 19 juli 1960                 | LDP                           | Kishi II        |
|                                 | Mikio Mizuta                    | Mikio Mizuta 水田三喜男 (1905–1976)        | 19 juli 1960                           | 18 juli 1962      | LDP                          | Hayato Ikeda (1960–1964)      | Ikeda I         |
| Ikeda II                        | Mikio Mizuta                    | Mikio Mizuta 水田三喜男 (1905–1976)        | 19 juli 1960                           | 18 juli 1962      | LDP                          | Hayato Ikeda (1960–1964)      |                 |
|                                 | Kakuei Tanaka                   | Kakuei Tanaka 田中角栄 (1918–1993)         | 18 juli 1962                           | 3 juni 1965       | LDP                          | Hayato Ikeda (1960–1964)      |                 |
| LDP                             | Kakuei Tanaka                   | Kakuei Tanaka 田中角栄 (1918–1993)         | 18 juli 1962                           | 3 juni 1965       | Eisaku Sato (1964–1972)      | Sato I                        |                 |
|                                 | Takeo Fukuda                    | Takeo Fukuda 福田赳夫 (1905–1995)          | 3 juni 1965                            | 3 december 1966   | Eisaku Sato (1964–1972)      | Sato I                        | LDP             |
|                                 | Mikio Mizuta                    | Mikio Mizuta 水田三喜男 (1905–1976)        | 3 december 1966                        | 30 november 1968  | Eisaku Sato (1964–1972)      | Sato I                        | LDP             |
| LDP                             | Mikio Mizuta                    | Mikio Mizuta 水田三喜男 (1905–1976)        | 3 december 1966                        | 30 november 1968  | Eisaku Sato (1964–1972)      | Sato II                       |                 |
|                                 | Takeo Fukuda                    | Takeo Fukuda 福田赳夫 (1905–1995)          | 30 november 1968                       | 5 juli 1971       | Eisaku Sato (1964–1972)      | Sato II                       | LDP             |
| LDP                             | Takeo Fukuda                    | Takeo Fukuda 福田赳夫 (1905–1995)          | 30 november 1968                       | 5 juli 1971       | Eisaku Sato (1964–1972)      | Sato III                      |                 |
|                                 | Mikio Mizuta                    | Mikio Mizuta 水田三喜男 (1905–1976)        | 5 juli 1971                            | 7 juli 1972       | Eisaku Sato (1964–1972)      | Sato III                      | LDP             |
|                                 |                                 | Koshiro Ueki 植木庚子郎 (1900–1980)        | 7 juli 1972                            | 22 december 1972  | LDP                          | Kakuei Tanaka (1974–1974)     | K. Tanaka I     |
|                                 | Kiichi Aichi                    | Kiichi Aichi 愛知揆一 (1907–1973)          | 22 december 1972                       | 23 november 1973  | LDP                          | Kakuei Tanaka (1974–1974)     | K. Tanaka II    |
|                                 | Eisaku Sato                     | Kakuei Tanaka 田中角榮 (1918–1993)         | 23 november 1973                       | 25 november 1973  | LDP                          | Kakuei Tanaka (1974–1974)     | K. Tanaka II    |
|                                 | Takeo Fukuda                    | Takeo Fukuda 福田赳夫 (1905–1995)          | 25 november 1973                       | 16 juli 1974      | LDP                          | Kakuei Tanaka (1974–1974)     | K. Tanaka II    |
|                                 | Masayoshi Ohira                 | Masayoshi Ohira 大平正芳 (1910–1980)       | 16 juli 1974                           | 24 december 1976  | LDP                          | Kakuei Tanaka (1974–1974)     | K. Tanaka II    |
| LDP                             | Masayoshi Ohira                 | Masayoshi Ohira 大平正芳 (1910–1980)       | 16 juli 1974                           | 24 december 1976  | Takeo Miki (1974–1976)       | Miki                          |                 |
|                                 | Heiji Ogawa                     | Bou Hideo 坊秀男 (1904–1990)               | 24 december 1976                       | 28 november 1977  | LDP                          | Takeo Fukuda (1976–1978)      | T. Fukuda       |
|                                 |                                 | Tatsuo Murayama 村山達雄 (1915–2010)       | 28 november 1977                       | 7 december 1978   | LDP                          | Takeo Fukuda (1976–1978)      | T. Fukuda       |
|                                 |                                 | Ippei Kaneko 金子一平 (1913–1989)          | 7 december 1978                        | 10 november 1979  | LDP                          | Masayoshi Ohira (1978–1980)   | Ohira I         |
|                                 | Noboru Takeshita                | Noboru Takeshita 竹下登 (1924–2000)        | 10 november 1979                       | 17 juli 1980      | LDP                          | Masayoshi Ohira (1978–1980)   | Ohira II        |
|                                 | Michio Watanabe                 | Michio Watanabe 渡辺美智雄 (1923–1995)     | 17 juli 1980                           | 27 november 1982  | LDP                          | Zenko Suzuki (1980–1980)      | Suzuki          |
|                                 | Noboru Takeshita                | Noboru Takeshita 竹下登 (1924–2000)        | 27 november 1982                       | 22 juli 1986      | LDP                          | Yasuhiro Nakasone (1983–1987) | Nakasone I      |
| Nakasone II                     | Noboru Takeshita                | Noboru Takeshita 竹下登 (1924–2000)        | 27 november 1982                       | 22 juli 1986      | LDP                          | Yasuhiro Nakasone (1983–1987) |                 |
|                                 | Kiichi Miyazawa                 | Kiichi Miyazawa 宮澤喜一 (1919–2007)       | 22 juli 1986                           | 10 december 1988  | LDP                          | Yasuhiro Nakasone (1983–1987) | Nakasone III    |
| LDP                             | Kiichi Miyazawa                 | Kiichi Miyazawa 宮澤喜一 (1919–2007)       | 22 juli 1986                           | 10 december 1988  | Noboru Takeshita (1987–1989) | Takeshita                     |                 |
|                                 | Noboru Takeshita                | Noboru Takeshita 竹下登 (1924–2000)        | 10 december 1988                       | 24 december 1988  | Noboru Takeshita (1987–1989) | Takeshita                     | LDP             |
|                                 |                                 | Tatsuo Murayama 村山達雄 (1915–2010)       | 24 december 1988                       | 10 augustus 1989  | Noboru Takeshita (1987–1989) | Takeshita                     | LDP             |
| LDP                             | Sosuke Uno (1989)               | Tatsuo Murayama 村山達雄 (1915–2010)       | 24 december 1988                       | 10 augustus 1989  | Uno                          |                               |                 |
|                                 | Ryutaro Hashimoto               | Ryutaro Hashimoto 橋本龍太郎 (1937–2006)   | 10 augustus 1989                       | 15 oktober 1991   | LDP                          | Toshiki Kaifu (1989–1991)     | Kaifu I         |
| Kaifu II                        | Ryutaro Hashimoto               | Ryutaro Hashimoto 橋本龍太郎 (1937–2006)   | 10 augustus 1989                       | 15 oktober 1991   | LDP                          | Toshiki Kaifu (1989–1991)     |                 |
|                                 | Toshiki Kaifu                   | Toshiki Kaifu 海部俊樹 (1931–2022)         | 15 oktober 1991                        | 5 november 1991   | LDP                          | Toshiki Kaifu (1989–1991)     |                 |
|                                 | Tsutomu Hata                    | Tsutomu Hata 羽田孜 (1935–2017)            | 5 november 1991                        | 12 december 1992  | LDP                          | Kiichi Miyazawa (1991–1993)   | Miyazawa        |
|                                 |                                 | Yoshiro Hayashi 林義郎 (1927–2017)         | 12 december 1992                       | 9 augustus 1993   | LDP                          | Kiichi Miyazawa (1991–1993)   | Miyazawa        |
|                                 | Hirohisa Fujii                  | Hirohisa Fujii 藤井裕久 (1932–2022)        | 9 augustus 1993                        | 30 juni 1994      | JRP                          | Morihiro Hosokawa (1993–1994) | Hosokawa        |
| Tsutomu Hata (1994)             | Hirohisa Fujii                  | Hirohisa Fujii 藤井裕久 (1932–2022)        | 9 augustus 1993                        | 30 juni 1994      | JRP                          | Hata                          |                 |
|                                 | Masayoshi Takemura              | Masayoshi Takemura 武村正義 (1934)         | 30 juni 1994                           | 11 januari 1996   | NPS                          | Tomiichi Murayama (1994–1996) | Murayama        |
|                                 | Wataru Kubo                     | Wataru Kubo 久保亘 (1929–2003)             | 11 januari 1996                        | 6 november 1996   | SDP                          | Ryutaro Hashimoto (1996–1998) | Hashimoto I     |
|                                 |                                 | Hiroshi Mitsuzuka 三塚博 (1927–2004)       | 6 november 1996                        | 28 januari 1998   | LDP                          | Ryutaro Hashimoto (1996–1998) | Hashimoto II    |
|                                 | Hikaru Matsunaga                | Hikaru Matsunaga 松永光 (1928–2022)        | 28 januari 1998                        | 30 juli 1998      | LDP                          | Ryutaro Hashimoto (1996–1998) | Hashimoto II    |
|                                 | Kiichi Miyazawa                 | Kiichi Miyazawa 宮澤喜一 (1919–2007)       | 30 juli 1998                           | 26 april 2001     | LDP                          | Keizo Obuchi (1998–2000)      | Obuchi          |
| Yoshiro Mori (2000–2001)        | Kiichi Miyazawa                 | Kiichi Miyazawa 宮澤喜一 (1919–2007)       | 30 juli 1998                           | 26 april 2001     | LDP                          | Mori I                        |                 |
| Yoshiro Mori (2000–2001)        | Kiichi Miyazawa                 | Kiichi Miyazawa 宮澤喜一 (1919–2007)       | 30 juli 1998                           | 26 april 2001     | LDP                          | Mori II                       |                 |
|                                 | Masajuro Shiokawa               | Masajuro Shiokawa 塩川正十郎 (1921–2015)   | 26 april 2001                          | 22 september 2003 | LDP                          | Junichiro Koizumi (2001–2006) | Koizumi I       |
|                                 | Sadakazu Tanigaki               | Sadakazu Tanigaki 谷垣禎一 (1945)          | 22 september 2003                      | 26 september 2006 | LDP                          | Junichiro Koizumi (2001–2006) | Koizumi I       |
| LDP                             | Sadakazu Tanigaki               | Sadakazu Tanigaki 谷垣禎一 (1945)          | 22 september 2003                      | 26 september 2006 | Koizumi II                   | Junichiro Koizumi (2001–2006) |                 |
| LDP                             | Sadakazu Tanigaki               | Sadakazu Tanigaki 谷垣禎一 (1945)          | 22 september 2003                      | 26 september 2006 | Koizumi III                  | Junichiro Koizumi (2001–2006) |                 |
|                                 | Koji Omi                        | Koji Omi 尾身幸次 (1932–2022)              | 26 september 2006                      | 27 augustus 2007  | LDP                          | Shinzo Abe (2006–2007)        | Abe I           |
|                                 | Fukushiro Nukaga                | Fukushiro Nukaga 額賀福志郎 (1944)         | 27 augustus 2007                       | 1 augustus 2008   | LDP                          | Shinzo Abe (2006–2007)        | Abe I           |
| LDP                             | Fukushiro Nukaga                | Fukushiro Nukaga 額賀福志郎 (1944)         | 27 augustus 2007                       | 1 augustus 2008   | Yasuo Fukuda (2007–2008)     | Y. Fukuda                     |                 |
|                                 | Bunmei Ibuki                    | Bunmei Ibuki 伊吹文明 (1938)               | 1 augustus 2008                        | 24 september 2008 | Yasuo Fukuda (2007–2008)     | Y. Fukuda                     | LDP             |
|                                 | Shoichi Nakagawa                | Shoichi Nakagawa 中川昭一 (1953–2009)      | 24 september 2008                      | 17 februari 2009  | LDP                          | Taro Aso (2008–2009)          | Aso             |
|                                 | Kaoru Yosano                    | Kaoru Yosano 与謝野馨 (1938–2017)          | 17 februari 2009                       | 16 september 2009 | LDP                          | Taro Aso (2008–2009)          | Aso             |
|                                 | Hirohisa Fujii                  | Hirohisa Fujii 藤井裕久 (1932–2022)        | 16 september 2009                      | 5 januari 2010    | DP                           | Yukio Hatoyama (2009–2010)    | Y. Hatoyama     |
|                                 | Naoto Kan                       | Naoto Kan 菅直人 (1946)                    | 5 januari 2010                         | 8 juni 2010       | DP                           | Yukio Hatoyama (2009–2010)    | Y. Hatoyama     |
|                                 | Yoshihiko Noda                  | Yoshihiko Noda 野田佳彦 (1957)             | 8 juni 2010                            | 1 september 2011  | DP                           | Naoto Kan (2010–2011)         | Kan             |
|                                 | Jun Azumi                       | Jun Azumi 安住淳 (1962)                    | 1 september 2011                       | 1 oktober 2012    | DP                           | Yoshihiko Noda (2011–2012)    | Noda            |
|                                 | Koriki Jojima                   | Koriki Jojima 城島光力 (1947)              | 1 oktober 2012                         | 26 december 2012  | DP                           | Yoshihiko Noda (2011–2012)    | Noda            |
|                                 | Taro Aso                        | Taro Aso 麻生太郎 (1940)                   | 26 december 2012                       | 4 oktober 2021    | LDP                          | Shinzo Abe (2012–2020)        | Abe II          |
| Abe III                         | Taro Aso                        | Taro Aso 麻生太郎 (1940)                   | 26 december 2012                       | 4 oktober 2021    | LDP                          | Shinzo Abe (2012–2020)        |                 |
| Abe IV                          | Taro Aso                        | Taro Aso 麻生太郎 (1940)                   | 26 december 2012                       | 4 oktober 2021    | LDP                          | Shinzo Abe (2012–2020)        |                 |
| Yoshihide Suga (2020–2021)      | Taro Aso                        | Taro Aso 麻生太郎 (1940)                   | 26 december 2012                       | 4 oktober 2021    | LDP                          | Suga                          |                 |
|                                 | Shunichi Suzuki                 | Shunichi Suzuki 鈴木俊一 (1953)            | 4 oktober 2021                         | 1 oktober 2024    | LDP                          | Fumio Kishida (2021–2024)     | Kishida I       |
| Kishida II                      | Shunichi Suzuki                 | Shunichi Suzuki 鈴木俊一 (1953)            | 4 oktober 2021                         | 1 oktober 2024    | LDP                          | Fumio Kishida (2021–2024)     |                 |
|                                 | Katsunobu Kato                  | Katsunobu Kato 加藤 勝信 (1955)            | 1 oktober 2024                         | heden             | LDP                          | Shigeru Ishiba (2024–heden)   | Ishiba I        |
| Ishiba II                       | Katsunobu Kato                  | Katsunobu Kato 加藤 勝信 (1955)            | 1 oktober 2024                         | heden             | LDP                          | Shigeru Ishiba (2024–heden)   |                 |